# Sundance Film Festival
Sundance Film Festival je jeden z nejprestižnějších filmových festivalů, který se svým významem vyrovná festivalům jako jsou ty v Cannes, Benátkách nebo Berlíně. Každoročně se odehrává v lednu v americkém Utahu a vždy přitahuje pozornost filmových kritiků i tvůrců, neboť se jedná o největší festival nezávislých filmů v USA. Skládá se ze soutěžní sekce, která zahrnuje hranou i dokumentární tvorbu, a z části nesoutěžní.

## Historie
První ročník festivalu se odehrál v roce 1978 v Salt Lake City pod názvem „The Utah/United States Film Festival“ a jeho účelem bylo přitáhnout pozornost filmových tvůrců a turistů k Utahu. V prvních letech se program skládal z retrospektivních projekcí a seminářů, ovšem už tehdy zahrnoval i zástupce nezávislé filmové tvorby. Rozvoj festivalu ve světově významnou událost nezávislého filmu ovlivnilo spojení se jménem Roberta Redforda, který zde v roce 1981 založil Sundance Institute. Čas konání přehlídky se (na radu režiséra Sydneyho Pollacka) přesunul ze srpna na leden, čímž přibyla i možnost lyžování. Festival se nyní odehrává v městě Park City, které je od původního místa konání vzdálené 48 km. Shodou okolností je to jediné město v Utahu, kde je možno si koupit pivo (což podle některých názorů není náhoda). Od roku 1991 nese přehlídka oficiálně název Sundance Film Festival podle postavy ze známého westernového filmu Butch Cassidy a Sundance Kid, ve kterém hrál Redford spolu s Paulem Newmanem. V následujících letech se festival stal důležitým bodem v tvorbě mnoha režisérů – mezi nimi Quentina Tarantina s jeho režijním debutem Reservoir Dogs, dále Stevena Soderbergha, Jima Jarmusche a dalších. Festival některé z uvedených filmů zviditelnil, příkladem může být The Blair Witch Project. Sundance Institute také od roku 2006 spolupracuje s Brooklyn Academy of Music.

## České úspěchy
V roce 2012 zřejmě nejlepšího výsledku dosáhl režisér Bohdan Sláma s filmem Čtyři slunce.